# Callovosaurus
Callovosaurus (do latim "lagarto calloviano") foi uma espécie de dinossauro iguanodontiano, herbívoro que viveu no período Jurássico médio há cerca de 163 milhões de anos. Foi descoberto a partir de um fêmur encontrado em meio a rochas datadas do período Jurássico Médio, que se encontram na Inglaterra.

## História e descrição
A descrição do Callovosaurus é baseado em um quase completo osso da coxa esquerda. Esta espécie é datada do período Calloviano (Jurássico Médio). Este, foi descoberto na Oxford Clay Formation, uma formação rochosa que se encontra perto de Peterborough, em Cambridgeshire na Inglaterra. O osso tem 28cm de comprimento, e estima-se ter pertencido a um animal de aproximadamente 2,5 metros de comprimento. Uma parte de um osso da canela, encontrado nas proximidades, também pode ter pertencido ao mesmo Callovosaurus.
A espécie-tipo, C. leedsi, foi descrita pela primeira vez por Richard Lydekker em 1889, como sendo Camptosaurus leedsi, sendo o nome específico, uma homenagem à Alfred Nicholson Leeds, um colecionador de fósseis. Charles W. Gilmore sugeriu em 1909 que era mais provável que o osso fosse de uma espécie de Dryosaurus do que de um Camptosaurus,
O Camptosaurus leedsi atraiu pouca atenção durante décadas, até que Peter Galton fez uma revisão da espécie. Primeiro, observou uma peculiaridade em uma revisão de um inglês sobre o hipsilofodonte.
Em seguida, em 1980, Galton nomeou a espécie de Callovosaurus, por vezes, ainda dita como Camptosaurus Embora seja considerado um iguanodontiano duvidoso em vários comentários (que se referem a ele como "Camptosaurus" leedsi), Jose Ignacio Ruiz-Omeñaca e outros autores, consideram Callovosaurus um gênero válido, sendo o driosaurídeo mais velho conhecido.

## Paleoecologia
A dieta dos Callovossauros, como a de outros iguanodontianos, foi composta de material vegetal. É um dos primeiros membros conhecidos da linhagem iguanodontiana.